# Вулиці милосердя
Вулиці милосердя (англ. Mercy Streets) — американський фільм 2000 року.

## Сюжет
Відсидівши термін у в'язниці, Джон Девіс відразу потрапляє під крило до свого колишнього боса Рому. Жорстокий і хитрий шахрай Ром задумав нову аферу, але Джон має намір сам обдурити його, сховавшись з грошима шефа. Проте його план розкривається, і Джон шукає порятунку у свого брата-близнюка Джеремаї, добропорядного проповідника. Лише викравши Джеремайя, розлючений Ром дізнається про підміну, але для нього це не проблема. Нехай тепер святенник допомагає йому провертати хитромудрі махінації. А колишньому зеку Джону тим часом доводиться вживатися в непросту роль парафіяльного священика, у якого є любляча красуня-дружина.

## У ролях
| Актор              | Роль             |
| ------------------ | ---------------- |
| Ерік Робертс       | Ром              |
| Девід А.Р. Вайт    | Джон / Джеремайя |
| Синтія Ветрос      | Сем              |
| Шик Махмуд-Бей     | Текс             |
| Лоуренс Тейлор     | Ден              |
| Стейсі Кіч         | Том              |
| Роберт ЛаСардо     | Ті Джей          |
| Ліза Ферст         | Санні            |
| Кевін Даунс        | Пітер            |
| Кодзі Катаока      | Такаші           |
| Роберт Ліон Реснер | перехожий        |
| Брайан С. Беннеттс | водій            |
| Джон В. Манн       | Гаррі            |
| Джон Ганн          | жертва аварії    |
| Майкл Віллані      | сержант Гріффін  |
| Марк Твогуд        | тюремник         |